# UTC-2
UTC-2 je vremenska zona koja se koristi:

## Kao standardno vrijeme (cijelu godinu)
- Brazil - Oceanski otoci - Fernando de Noronha, Trindade, Martim Vaz, itd.
- Južna Georgia i otočje Južni Sandwich

## Kao ljetno vrijeme (južna hemisfera ljeti)
- Argentina (osim za zapadne provincije i Patagoniju)
- Brazil - Distrito Federal, Espírito Santo, Goiás, Minas Gerais, Paraná, Rio de Janeiro, Rio Grande do Sul, Santa Catarina, São Paulo
- Urugvaj

## Kao ljetno vrijeme (sjeverna hemisfera ljeti)
- Grenland (Danska) - najveći dio otka
- Sveti Petar i Mikelon (Francuska)

## Vanjske poveznice
- Gradovi u vremenskoj zoni UTC-2